# دانيال كلارك (سياسي)
دانيال كلارك (بالإنجليزية: Daniel Clark)‏ هو سياسي أمريكي، ولد في 1766 في جمهورية أيرلندا، وتوفي في 16 أغسطس 1813 بنيو أورلينز في الولايات المتحدة.